# T-Zone

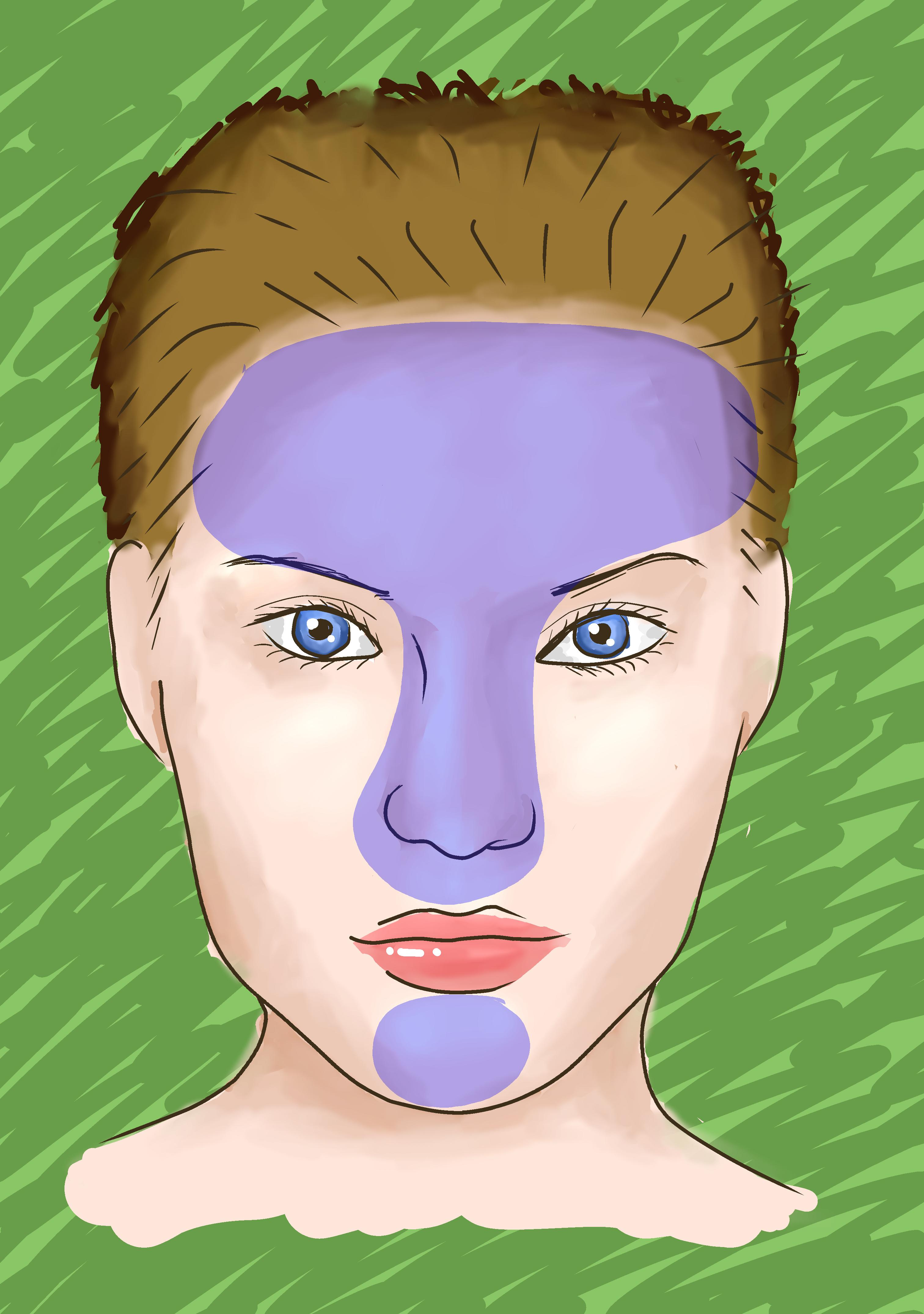
Bereich im Gesicht in Form eines „T“.

Die T-Zone beschreibt einen definierten Bereich in der Mitte des Gesichts. Der Begriff leitet sich aus der Form dieses Bereichs ab, welcher dem Buchstaben „T“ gleicht.
Der Bereich beginnt beim Kinn und läuft über die Nase bis hoch zur Stirn. Hier befinden sich besonders viele Talgdrüsen, da dieser Bereich Umwelteinflüssen stärker ausgesetzt ist als die Randbereiche. Die vielen Talgdrüsen sind auch der Grund dafür, dass die Haut in diesem Bereich fettiger ist.

## Verwendung des Begriffs
Der Begriff wird vor allem im Kosmetikbereich genutzt und findet sich in der Beschreibung vieler Gesichtspflege-Produkte. Es existiert jedoch kein medizinischer Fachbegriff, der diesen Bereich des Gesichts beschreibt.